# SSC North America
SSC North America (anciennement SSC; Shelby SuperCars Inc.) est un constructeur automobile américain fondé en 1998 par le propriétaire Jerod Shelby (sans rapport avec le designer automobile Carroll Shelby). La société est basée à West Richland, près de la Tri-Cities (Washington) et se spécialise dans la production des hypercars
La société est le constructeur de la SSC Aero, équipé d'un moteur à double turbo V8 poussoir. Son V8 turbocompressé de 6,35 litres produit 1 183 ch, ce qui en fait la plus puissante voiture de production dans le monde, en battant la Bugatti Veyron 16.4 de 1 001 ch. Le 13 septembre 2007, la TT a également pris le titre de voiture la plus rapide de production de la Bugatti Veyron 16.4, titre passé à la Koenigsegg CCXR la même année, avant d'être battue en 2010 par la Bugatti Veyron Super Sport.

## Évènements
Le 10 juillet 2008, SSC a annoncé qu'elle ouvrira son showroom à Dubai en octobre 2008.
Le 12 juillet 2008, SSC a annoncé des plans pour dévoiler la Ultimate Aero EV (Electric Vehicle). Le lancement du premier prototype était prévu pour février 2009. La voiture serait rechargeable en 10 minutes à partir d'une prise de 110 V, affirmation critiquée comme relevant de l'impossible dans certains articles. Le communiqué de presse a changé depuis lors.
En janvier 2012, Shelby SuperCars change de nom et devient SSC North America à la suite d'un accord avec Carroll Shelby Licensing et Carroll Shelby International, afin de ne plus utiliser le nom Shelby.
Le 10 octobre 2020, la SSC Tuatara bat le record de vitesse détenu par la Bugatti Chiron, avec une vitesse de 508,7 km/h de moyenne sur un aller-retour, et 532,93 km/h en vitesse maximale, aux mains du pilote britannique Oliver Webb. Le record a été établi sur la même route, une portion de la route 160 à Pahrump dans l'État du Nevada aux États-Unis, où la Koenigsegg Agera RS a réalisé son record en 2017 avec 457,49 km/h. Mais ce record est sérieusement remis en doute notamment par le célèbre youtubeur Shmee150 qui accuse l'auto de n'avoir atteint que 450 km/h. Le constructeur se défend en affirmant que le record a été homologué par Dewetron qui s’est appuyé sur plus de quinze satellites. Mais celle-ci dément les propos en expliquant qu'« aucune personne de Dewetron n’était présente lors du test ou n’était associée aux préparations » et « que nous ne pouvons pas garantir la validité des données ».
SSC décide alors de retenter sa chance, et après un essai infructueux, le record est établi à 455,3 km/h avec une pointe à 460,4 km/h. Cette fois-ci, le record est certainement réel puisque la firme a fait appel à la société spécialisée Racelogic pour mesurer et valider les vitesses. Par ailleurs, ce record n'est pas définitif puisqu'il a été réalisé sur une distance plus courte, le tarmac du Kennedy Space Center (en Floride), au lieu d'une longue route en ligne droite du Nevada et que la voiture était pilotée par son propriétaire au lieu d'un pilote professionnel.